# Game (cão)
Game ou gameness é uma qualidade de cães de combate e terriers de caça que são selecionados para desenvolver traços de avidez, apesar da evidente ameaça e concretização de lesões graves. Cães apresentando esta característica também podem ser descritos como perseverantes, belicosos, espirituosos, ou destemidos.
Gameness é relativo ao termo inglês também grafado como "Game" que é utilizado no sentido de caça, animal alvo de caça, caça para alimentação e "caça esportiva", subdivido em large ou big game para presas maiores e small game para caças ou presas pequenas.

## Raças de cães de briga

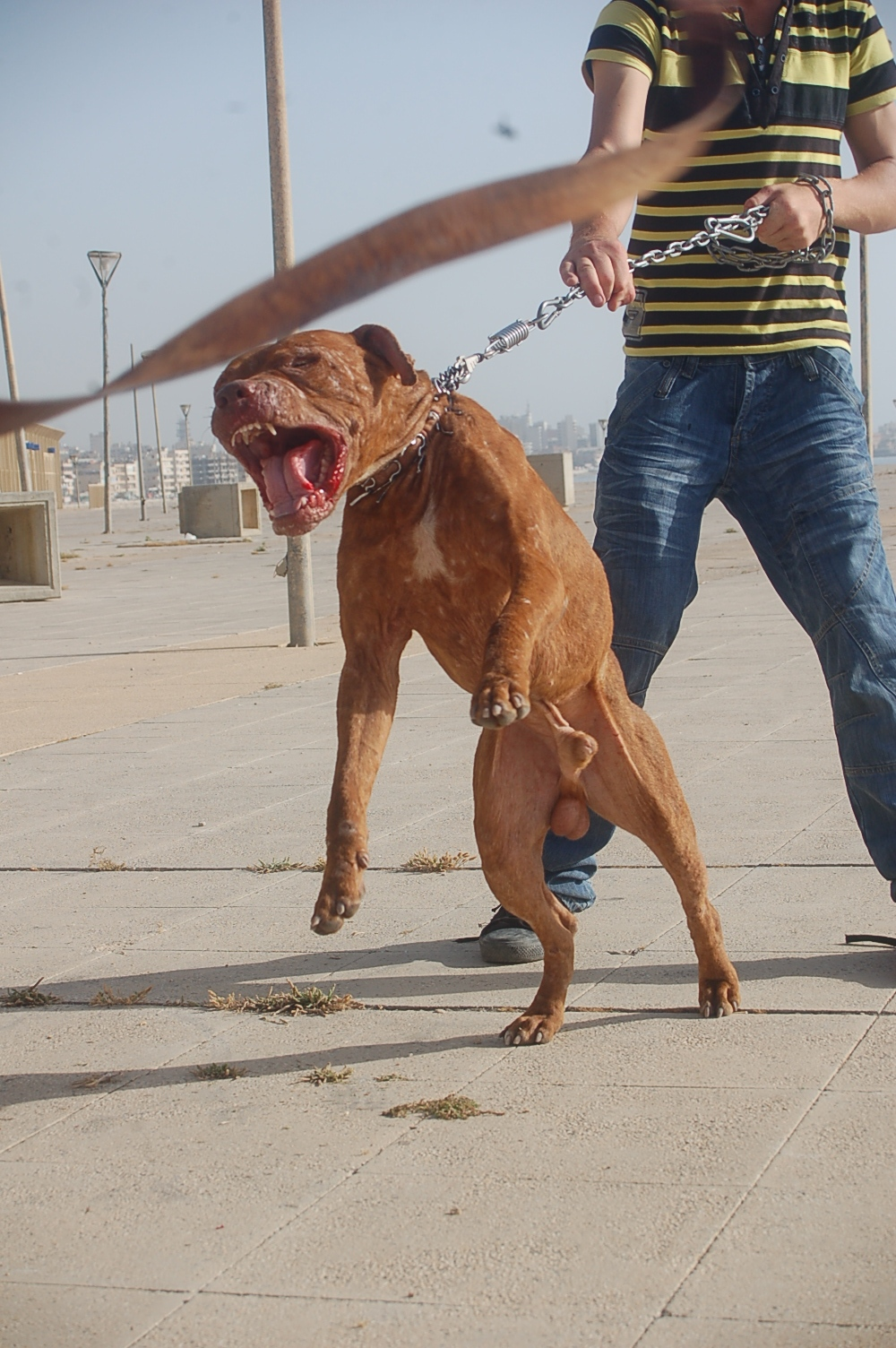
American Pit Bull Terrier, uma raça selecionada pelo Gameness

Nas raças de cães de luta o gameness é valorizado como a qualidade que dá ao cão a capacidade de manter o ataque durante o combate, apesar de ter rasgado a carne, estar desidratado, exausto ou com ossos fraturados. Como um escritor descreve, "Game é o cachorro que não pára de lutar, o cão que vai morrer no ringue, o cão que vai lutar mesmo com duas pernas quebradas." Um cão que tem gameness é chamado de um Game-dog nos EUA. Um cão pertencente a uma linhagem selecionada para combate é chamado de Gamebred. 
O escopo e o método de treinamento para o desenvolvimento físico de um cão varia significativamente de acordo com o nível e experiência do criador de cães de combate. Algumas raças de combate conhecidas com sangue terrier são o American Pit Bull Terrier, o Irish Staffordshire Bull Terrier, e o Gull Terr.
A luta de cães é proibida na maior parte dos países do mundo moderno. O gameness hoje é redirecionado para caça pesada.

## Terriers de trabalho

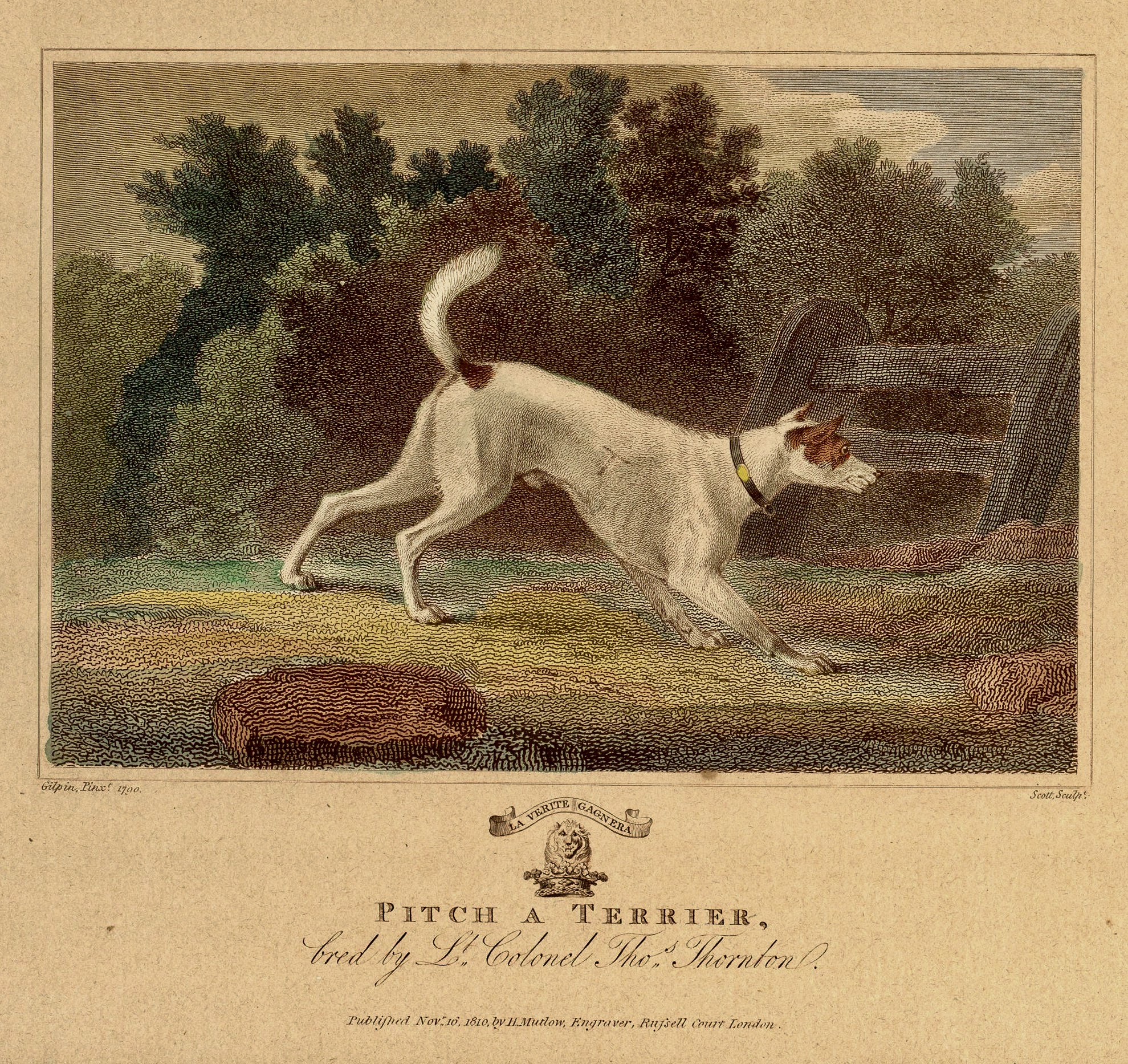
"Pitch, um Terrier", cão do Coronel ThomasThornton, considerado um dos primeiros cães terrier de pelagem branca. Gravura de 1810, de uma pintura de 1790.

Em relação aos terriers de trabalho e outros pequenos cães de caça, provas de caça são utilizadas para determinar o gameness do cão na caça de pragas perigosas que vivem em tocas. A American Working Terrier Association oferece atualmente um Certificado de Gameness (CG) como teste básico de temperamento(o que significa que ele é feito sem condicionar/treinar o cão, para ver se o cão naturalmente apresenta gameness) para terriers de trabalho e dachshunds. No passado, o  Irish Kennel Club  requeria um, agora descartado, "Certificado de Teastas Mor" para cães campeões de exposição (destinados a reprodução) que envolvia  "mostrar o gameness ao atacar texugos. Cinco minutos é o período mínimo que um terrier deve estar em contacto com o texugo, exceto quando o terrier draw o texugo em menos tempo." "Draw" significava puxar o texugo para fora da toca. O objetivo do "Teastas Mor" era determinar as capacidades do cão para o trabalho e aptidão para reprodução, não para o entretenimento, como era nos antigos desportos sangrentos.